# Phyllanthus cladanthus
Phyllanthus cladanthus är en emblikaväxtart som beskrevs av Johannes Müller Argoviensis. Phyllanthus cladanthus ingår i släktet Phyllanthus och familjen emblikaväxter. IUCN kategoriserar arten globalt som nära hotad. Inga underarter finns listade i Catalogue of Life.